# 프레드 L. 터너
프레더릭 리오 터너(영어: Frederick Leo Turner, 1933년 1월 6일 ~ 2013년 1월 7일)는 맥도날드의 미국 외식산업 임원, 회장, CEO였다. 그는 맥도날드를 대대적으로 확장하고, 새로운 음식을 소개하고, 회사와 직원들을 위한 서비스 기준을 설정하는 데 도움을 준 것으로 알려져 있다.